# Nyerges Gábor Ádám
Nyerges Gábor Ádám (Budapest, 1989. február 20. –) magyar író, költő, szerkesztő.

## Élete
Nyerges András író, publicista és Nádra Valéria kritikus, kulturális újságíró, szerkesztő gyermekeként született. Középiskolai tanulmányait az Apáczai Csere János Gimnáziumban végezte. 2010-ben szerezte magyar alapszakos, 2012-ben irodalom- és kultúratudomány mesterszakos diplomáját az ELTE Bölcsészettudományi Karán, melynek jelenleg is fokozatszerzés előtt álló doktorandusza (kutatási területe: Orbán Ottó költészete). 2006 óta publikál egyebek között verseket, novellákat, regényrészleteket, kritikákat, tanulmányokat és esszéket.
2015 és 2017 között az ELTE Bölcsészettudományi Karán tanított 20. századi és kortárs magyar irodalmat, valamint kreatív írást, 2018 óta a Széchenyi István Szakkollégium óraadója. Az Apokrif irodalmi folyóirat alapító főszerkesztője, a Fiatal Írók Szövetsége és az Apokrif közös könyvsorozatának (Apokrif Könyvek) társ-sorozatszerkesztője (Fráter Zoltánnal). Szerkesztőként közreműködött a Magvető Könyvkiadó, a L'Harmattan és a Balassi Kiadó kiadványaiban. 2021 és 2022 között a Joshua Könyvek szerkesztője volt. Eddig öt verseskötete (valamint egy hatodik, Petrence Sándor álnéven) és két regénye jelent meg. 2018 óta könyvei a Prae Kiadónál jelennek meg.

## Munkássága
Első verseskötete 2010-ben jelent meg, Helyi érzéstelenítés címen. Pályakezdését a posztmodern szövegszervezés, az ironikus hangvétel és a klasszikus hagyományokkal és formakultúrával folytatott aktív párbeszéd jellemezte, leginkább Orbán Ottó hatását mutatva. 2015-ös, Az elfelejtett ünnep, valamint 2018-as, Berendezkedés című kötetei hangvétele folyamatosan eltávolodást mutatnak korábbi nyelvjátékos poétikájától. Újabb verseire a (töredékes) történetmeséléssel működtetett, narratív versformálás, illetve a néhol ironikusnak, cinikusnak, máskor semlegesnek, ridegnek tűnő hangvétel mögött megbúvó empatikus, szolidáris szólamok térnyerése jellemző. Mint Almási Miklós írja a Nincs itt semmi látnivaló című kötetről, Nyerges "lírájának fő erénye, hogy sejtet, mint akinek megakad a nyelvén a mondat, de te mégis tudod, miről beszél", illetve "fájdalom és köznapiság, közöny és gúny, valamint titkos együttérzés tombol a sorok semlegessége mögött".
Első, Sziránó című regénye 2013-ban (második kiadása 2015-ben) jelent meg. Második regénye, a Mire ez a nap véget ér 2020-ban jelent meg. 2022-ben látott napvilágot ötödik verseskötete, a Nincs itt semmi látnivaló. A 2024-es Ünnepi Könyvhétre jelent meg a szerző kilencedik könyve, a 2011 óta született novelláiból válogatott, Vasgyúrók című elbeszélésgyűjtemény, melyben (mint Závada Pál írja a fülszövegben) Nyerges "sokoldalúan tárja föl napjaink morális és egzisztenciális csapdahelyzeteit, mégsem ítélkezően ábrázolja figurái determinált észjárását, kiszolgáltatottságba ágyazott élethazugságát". Műveiből több felolvasószínházi adaptáció (Melléütések [versperformansz]; Sziránó etűdök [felolvasószínházi előadás]) is született 2012-ben és 2013-ban, 2020-ban pedig a Petőfi Irodalmi Múzeum Árnyjátékok című sorozatának keretében Orbán Ottó műveiből és nyilatkozataiból válogatva írta A rejtőző rokon című felolvasószínházi darabot, melynek bemutatójára az A38 hajón került sor, az év szeptemberében.
2007-ben alapította meg az Apokrif irodalmi folyóiratot (Fráter Zoltánnal, Tarcsay Zoltánnal és Török Sándor Mátyással), melynek indulása óta is főszerkesztője. 2014-től 2021 végéig volt az Art7 Művészeti Portál irodalmi és irodalomkritikai rovatvezetője. Számos tanulmányt publikált készülő monográfiájából, melynek témája Orbán Ottó költészete.

## Művei

### Önálló kötetek
- Helyi érzéstelenítés (versek), Orpheusz Kiadó, Budapest, 2010
- Számvetésforgó (versek), Parnasszus Könyvek, Budapest, 2012
- Sziránó[halott link] (regény), Fiatal Írók Szövetsége, Budapest, 2013
- Fagyott pacsirta (versek), Prae Kiadó, Budapest, 2013
- Az elfelejtett ünnep (versek), Műút Könyvek, Budapest, 2015
- Sziránó (regény), 2. kiadás, Fiatal Írók Szövetsége, Budapest, 2015
- Berendezkedés (versek), Prae Kiadó, Budapest, 2018
- Mire ez a nap véget ér (regény), Prae Kiadó, Budapest, 2020
- Nincs itt semmi látnivaló (versek), Prae Kiadó, Budapest, 2022
- Vasgyúrók (elbeszélések), Prae Kiadó, Budapest, 2024

### Antológiák
- Beszámított veszteség (szerk.: Fráter Zoltán), Budapest, Napkút Kiadó, 2009
- Emergency Verse. Poetry in Defence of the Welfare (szerk.: Alan Morrison), Caparis, 2010
- Hévíz irodalmi antológia 2012–2014 (szerk.: Szálinger Balázs–Cserna-Szabó András), Budapest, Magvető Kiadó, 2015
- R25. A rendszerváltás után született generáció a magyar lírában (szerk.: Áfra János), Budapest, József Attila Kör–Prae Kiadó, 2015
- Szép Versek, Budapest, Magvető Kiadó, 2015
- Szép Versek, Budapest, Magvető Kiadó, 2016
- Szép Versek, Budapest, Magvető Kiadó, 2017
- Alibi – hat hónapra: Felhő, Hamu és Gyémánt Kiadó, 2017
- Szép versek, Budapest, Magvető Kiadó, 2018
- Szép versek, Budapest, Magvető Kiadó, 2019
- Az utolsó indiánkönyv, Budapest, Petőfi Irodalmi Múzeum, 2021
- Szép versek (2020–2021), Budapest, Magvető Kiadó, 2021
- Szép versek, Budapest, Magvető Kiadó, 2022
- PENdrive antológia, Budapest, Magyar PEN Club. 2024
- Szép versek, Budapest, Magvető Kiadó, 2024
- FISZ 25 – Fiatal költők versei 1999-2024, Budapest, Fiatal Írók Szövetsége, 2025

### Fontosabb esszék, tanulmányok
- Énke és az elfeledett dalnok. A lírikus Karinthyról, Irodalomismeret, 2013
- „Egyéb követelmények”. avagy Orbán Ottó esete a politikummal, Irodalomismeret, 2013
- A túlélő is halott. A pályakezdő Orbán Ottó költészetének világszemlélete, Irodalomtörténeti Közlemények, 2013
- Honnan jönnek még költők. Orbán Ottó: Zöld ország (verselemzés), Forrás, 2014
- „Mindenki meghal, igen”: (Orbán Ottó Magyar rekviemje) (verselemzés), Tiszatáj (diákmelléklet), 2016
- „Mert az a fontos, hogy figyeljenek” (Minden másképp van. Karinthy Frigyes összes fényképe) (kritika), Art7, 2017
- A sziklamászó és a hegy (Orbán Ottó metairodalmi mono- és dialógjairól), Alföld, 2017
- Most csak sétálunk – az Apokrif netnaplója, Litera.hu, 2017
- Lenne miről beszélni (Irodalmárok csepp negédes gyanúval vagy gyanútlanul a legfiatalabb irodalomról) (kerekasztal-beszélgetés), 2000, 2017
- Távolság és távlatok. Orbán Ottó Lakik a házunkban egy költő című versének olvasási kísérlete, Irodalomtörténet, 2018
- „Jó vicc. Az életünk múlik rajta”. Orbán Ottó verses pályareflexiói az Alvó vulkán című kötetben, Prae, 2018
- A költő és az értelmiségi: Orbán Ottó Tanköltemény az avantgardról című versének értelmezése (verselemzés), HI70. Tanulmánykötet Horváth Iván 70. születésnapjára, 2018
- Kisebb, sárgább (Bacsó Péter: A tanú – cenzúrázatlan változat), dunszt.sk, 2019
- Egy olyan apróság, mint az ég. Orbán Ottó A világ teremtése című műve és a hetvenes évek társadalmi valósága, Kalligram, 2019
- A köznapok múzsája. Közösség és egyén tapasztalatai Orbán Ottó hetvenes évekbeli költészetében, Új Forrás, 2019
- Az együttműködés mikéntje. A pályakezdő Orbán Ottó helykeresése a hatvanas évek irodalmi életében, Irodalomtörténet, 2019
- Prózai kérdések (Orbán Ottó: Összegyűjtött prózai munkái I–II.) (kritika), Alföld, 2020
- Biográfia és én-konstruálás Orbán Ottó életművében, Forrás, 2020
- Őrült, szerelmes, tiszteletbeli tinédzserek (műhelyesszé az Apokrif 50. számában), Apokrif, 2020
- Hagyomány- és szerepviszonyok Orbán Ottó nyolcvanas évekbeli lírájában Archiválva 2021. november 11-i dátummal a Wayback Machine-ben, Irodalomtörténet, 2020
- Rögeszme és szabadság. Orbán Ottó költészetének fogalom- és szimbólumhasználatáról, Műhely, 2021
- „egy fejben is belátható táv”. A betegség mint vezérmotívum Orbán Ottó költészetében, Alföld, 2021
- „A makacs hullámmozgás” – öregedés–betegség–halál. Hármas motívumelemzés az Orbán Ottó-életműben, Irodalomtörténeti Közlemények, 2021
- Teória, próba, harmónia (Angyalosi Gergely: Az állandó és a változó) (kritika), Irodalomtörténet, 2021
- A kalandozó kölyök és a vén kalóz. Orbán Ottó Hamlet és Odüsszeusz szerepköreiben, Látó, 2021
- Temethetetlen félmúlt. Orbán Ottó Félmúlt című verséről, Irodalmi Szemle Online, 2021
- A bika, a gavallér és a keljföljancsi (Orbán Ottó „elvont” lírai alakmásai), Új Forrás, 2022
- „Van, ami a Halál Országánál is erősebb”. Orbán Ottó utolsó verseskötetéről, Élet és Irodalom, 2022
- „Szaggatott, de nem töredékes”. Orbán Ottó prózaversei és egy alternatív önéletírás, Magyaróra, 2022
- „A halállal szembenézve a Költő rálát saját sorsára” (Példák a kultuszképzés jeleire és eljárásaira Orbán Ottó posztumusz recepciójában), Forrás, 2022
- Orbán Ottó "versontológiáinak" "alaptézisei" a Szép nyári nap, a párkák szótlanul figyelnek kötet ars poetikus darabjaiban, Kalligram, 2022
- Antitézis, outsiderség, rögeszme. Orbán Ottó lírai identitáskonstrukciójának építőelemei A fényes cáfolat című kötetben, Parnasszus, 2022
- "Ép eszünkkel világítva a sötétben". Orbán Ottó viszonyulása a népi–urbánus ellentéthez, Irodalomtörténet, 2022
- Amikor a vers épp kiment a divatból. Orbán Ottó „konzervatív” önpozícionálása A kozmikus gavallér című kötetben, Irodalmi Szemle, 2023
- A fény és a semmi között. Orbán Ottó és Petőfi Sándor versbéli találkozásai, Tiszatáj (Diákmelléklet), 2023
- „megint oda egy évszázad reménye”. Történelem, civilizáció és emberiség képzetei Orbán Ottó költészetében, Új Forrás, 2023
- "Mostantól a történet mind fontosabb". 50 éve jelent meg Orbán Ottó Emberáldozat című kötete, Élet és Irodalom, 2023
- „Téged hívlak nagy bajomban” – Orbán Ottó A magyar népdalhoz című verséről, Ambroozia, 2024
- Az "ingatag tömeg". Orbán Ottó ember(iség)képe az Egyik oldaláról a másikra fordul; él kötetben, Alföld, 2024
- Küszködés a végtelennel. Tanulmány Orbán Ottó "politikai költészetéről", Új Forrás Online, 2024
- Mission impossible. Avagy hogyan olvasunk egyetemi hallgatóimmal kortárs verseket, Magyaróra, 2024

## Interjúk
- Szegő János: Megnyugtató bizonytalanság, Litera, 2010
- Ayhan Gökhan: Fiatal és markáns, Prae.hu, 2014
- Papp Sándor Zsigmond: Nem szeretek pofára esni, Könyvterasz.hu, 2021
- Nagy Győző: A belső műszer csavarjai. Beszélgetés Nyerges Gábor Ádámmal, Irodalmi Szemle, 2022
- F. Szabó Kata: Majd belerokkanunk. Nyerges Gábor Ádám vasgyúrói, Népszava, 2024
- Gallen Gábor: A fájdalom, ami nem hagy nyugodni: a Vasgyúrók világának mélyén – interjú Nyerges Gábor Ádámmal, Szófa.eu, 2024

## Díjak, elismerések
- Móricz Zsigmond Irodalomi Alkotói Ösztöndíj, 2025[10]